# Pingasa tephrosiaria
Pingasa tephrosiaria är en fjärilsart som beskrevs av Achille Guenée 1858. Pingasa tephrosiaria ingår i släktet Pingasa och familjen mätare. Inga underarter finns listade i Catalogue of Life.